# RetroArch
RetroArch ist ein kostenloses Open-Source- und plattformübergreifendes Front-End für Emulatoren, Spiel-Engines, Videospiele, Mediaplayer und andere Anwendungen. Es ist die Referenzimplementierung der Libretro-API, die schnell, leicht, portabel entwickelt wurde.  Es ist unter der GNU GPLv3 lizenziert.

## Technik
RetroArch führt Programme aus, die in dynamische Bibliotheken, sogenannte Libretro-Cores, konvertiert wurden, und verwendet mehrere Benutzeroberflächen, Eingabe-, Audio- und Videotreiber sowie weitere ausgefeilte Funktionen wie Audiofilter, Multi-Pass-Shader, Netplay, Gameplay-Zurückspulen, Cheats usw.
RetroArch wurde auf viele Plattformen portiert. Es kann auf mehreren PC-Betriebssystemen (Windows, MacOS, Linux), Heimkonsolen (PlayStation 3, Xbox 360, Wii U, Steam Deck usw.), Handheld-Konsolen (PlayStation Vita, Nintendo 3DS usw.) und Smartphones ausgeführt werden (Android, iOS usw.), Embedded Systems (Raspberry Pi (auch implementiert unter RetroPie), ODROID usw.) und sogar in Webbrowsern mithilfe des Emscripten-Compilers genutzt werden.

## Rezeption
RetroArch wird als einer der Emulatoren gelobt, mit dem die meisten Spiele mit einem Front-End gespielt werden können.
Es wurde kritisiert, dass die Konfiguration aufgrund der Vielzahl der dem Benutzer zur Verfügung stehenden Optionen schwierig ist, gleichzeitig wird RetroArch für seine Vielzahl an Funktionen gelobt.

## Unterstützte Systeme (Auswahl)
- 3DO
- Arcade
- Amstrad CPC
- Atari 2600
- Atari 5200
- Atari 7800
- Atari Jaguar
- Atari Lynx
- Atari Falcon
- CHIP-8
- ColecoVision
- Commodore 64
- Dreamcast
- Famicom Disk System
- FFmpeg
- Game Boy Color
- Game Boy
- Game Boy Advance
- GameCube
- Game Gear
- Neo Geo Pocket Color
- Neo Geo Pocket
- NEC PC-98
- Nintendo 64
- Nintendo Entertainment System
- Nintendo DS
- Nintendo 3DS
- Odyssey²
- PC-FX
- 32X
- Mega-CD
- Mega Drive/Genesis
- Master System
- PlayStation Portable
- PlayStation
- PlayStation 2
- Pokémon Mini
- Sega Saturn
- Super NES
- TurboGrafx-16
- SuperGrafx
- TurboGrafx-CD
- Vectrex
- Virtual Boy
- Wii
- WonderSwan
- ZX Spectrum
- ZX81